# Юминда
Ю́минда (эст. Juminda), на местном наречии также Ю́мида (эст. Jumida) — деревня на севере Эстонии в волости Куусалу, уезд Харьюмаа. 

## География
Расположена на полуострове Юминда, в 19 километрах от волостного центра — посёлка Куусалу. Высота над уровнем моря — 13 метров.

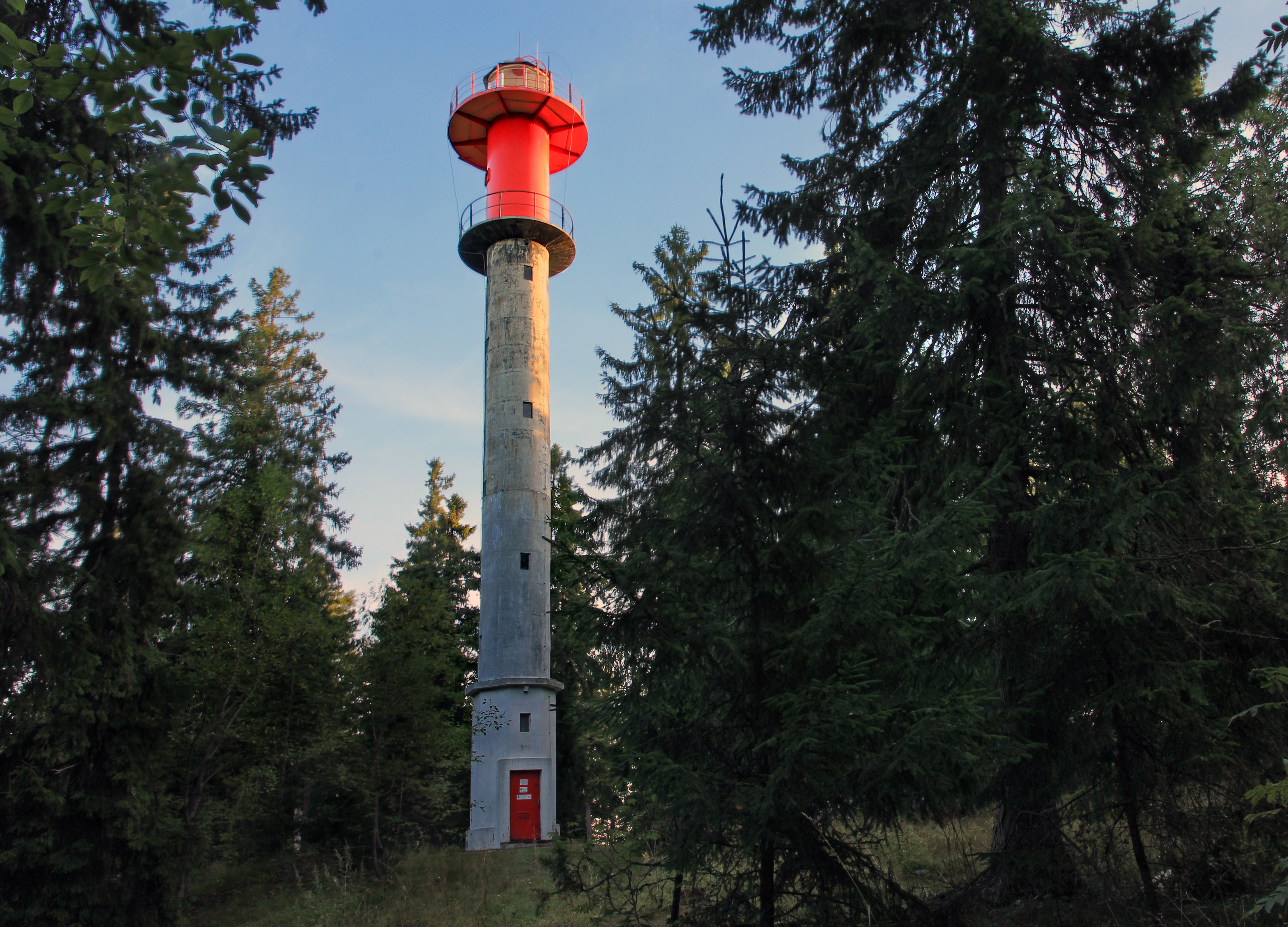
Маяк «Юминда»

Климат умеренный. Официальный язык — эстонский. Почтовый индекс — 74704

## Население
По данным переписи населения 2021 года, в Юминда  проживали 30 человек, все — эстонцы.
По данным переписи населения 2011 года в деревне проживали 27 человек, из них 26 (96,3 %) — эстонцы.
Численность населения деревни Юминда по данным переписей населения:
| Год  | 1959 | 1970 | 1979 | 1989 | 2000 | 2011 | 2021 |
| ---- | ---- | ---- | ---- | ---- | ---- | ---- | ---- |
| Чел. | 72   | ↘ 61 | ↗ 70 | ↘ 58 | ↘ 30 | ↘ 27 | ↗ 30 |

По данным Регистра народонаселения, которое ведёт Министерство внутренних дел, по состоянию на 1 января 2021 года число жителей деревни составляло 32 человека.

## История

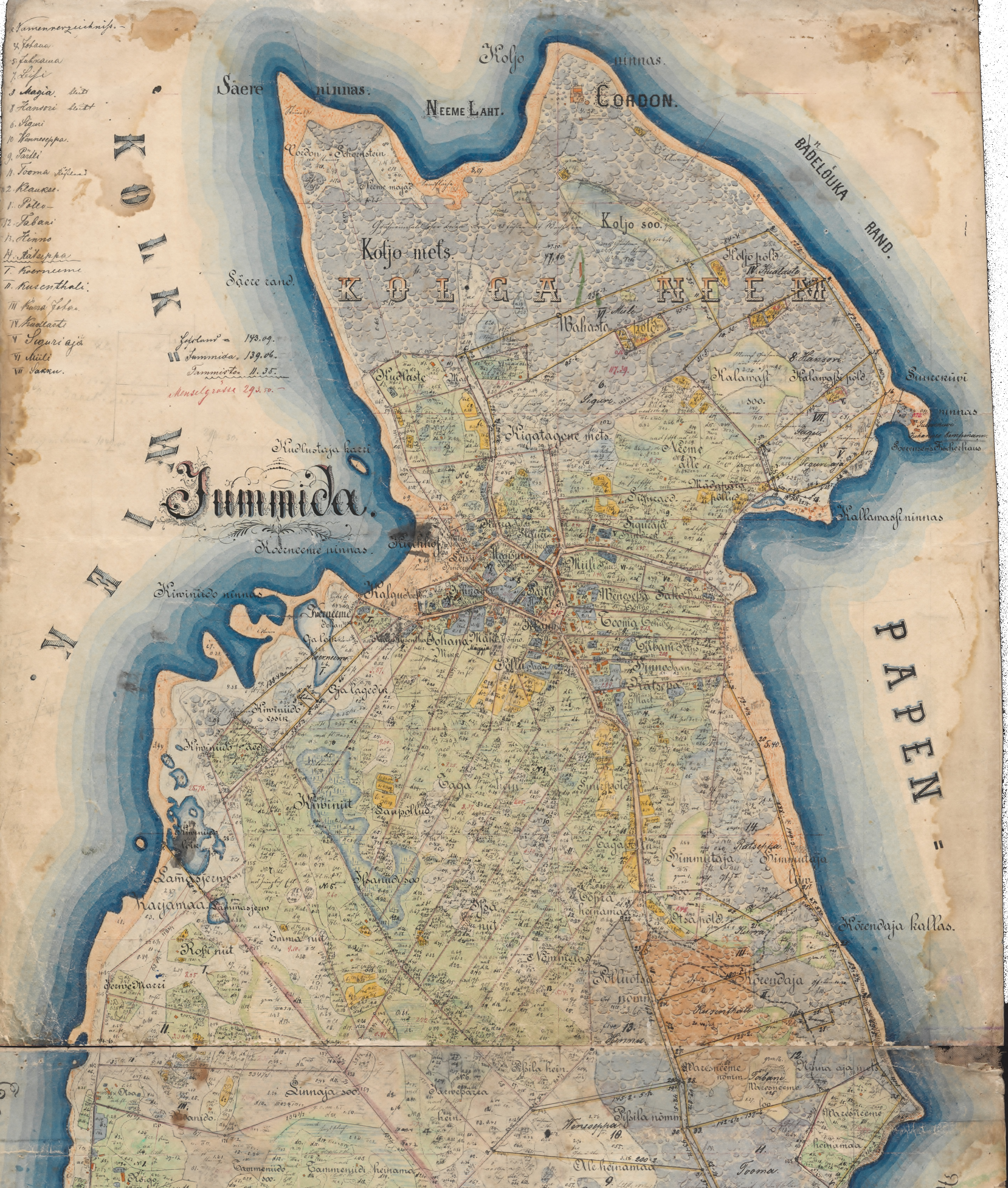
Карта хуторов деревни Юминда, 2-я половина XIX века

Первое упоминание о деревне датируется 1290 годом (Iumentake), по данным из других источников — Jumentake. 
В средние века здесь жили шведы и стояла часовня. В 2000 году на Янов день на старинном кладбище Юминда освятили колокольню, которая обозначает местонахождение бывшей часовни. Старая часовня завершила свою деятельность в 1867 году, когда голосованием с перевесом в один голос было решено строить новую церковь в расположенной рядом деревне Леэзи, где в 1865—1867 годах построили церковь из камня и водрузили на башню колокол из разрушившейся часовни Юминда.
В советское время деревня относилась к рыболовецкому колхозу «Октообер» (эст. Oktoober — Октябрь), здесь также работал цех гранитного щебня Локсаского кирпичного завода.

## Комментарии
1. ↑  Эстонские топонимы, оканчивающиеся на -а, не склоняются и не имеют женского рода (исключение — Нарва)[9].